# Dick Figures
Dick Figures est une série d'animation humoristique créée, écrite et réalisée par Ed Skudder et Zack Keller qui met en scène deux bonhommes bâtons nommés Red et Blue, meilleurs amis malgré leurs caractères différents.
Elle est diffusée pour la première fois le 18 novembre 2010.

## Description
Les épisodes durent généralement moins de 4 minutes et sont diffusés sur YouTube par Mondo Media,. Cette série est destinée à un public d'adultes ou d'adolescents. En 2012, Keller a été nommé pour un Annie Award pour la réalisation d'un épisode intitulé Kung Fu Winners.
Après la collecte de 313 411 $ sur Kickstarter, Dick Figures a finalement eu droit à un long métrage de comédie, intitulé Dick Figures: The Movie. Le film d'une durée de 73 minutes est disponible sur toutes les grandes plates-formes numériques depuis le 17 septembre 2013.

## Doublage

### Voix principales
- Ed Skudder : Red et Racoon (Papa-san)
- Zack Keller : Blue et Jason (Trollz0r)
- Ben Tuller : Lord Tourettes
- Shea Logsdon : Pink
- Mike Nassar : Broseph
- Lauren Kay Sokolov : Stacy

## Personnages
- Red est un garçon sauvage et fou qui aime s'amuser, et qui est obsédé par la fête, l'alcool, les armes et le sexe. Il vit dans un appartement avec Blue et est souvent sur les nerfs. Dans l'épisode Trouble Date, Red commence une relation avec la prostituée Stacy ; ensemble, ils ruinent plusieurs rendez-vous amoureux entre Blue et Pink. Bien qu'il soit dans une relation, Red a souvent des relations sexuelles avec d'autres femmes. Dans l'épisode First Day of Cool, il est révélé qu'il est une entité extraterrestre venue sur Terre à partir d'un météore. Il s'est écrasé sur l'aire de jeux de l'école élémentaire, où il a battu des CM2 qui ont intimidé Blue. Blue est instantanément devenu ami avec lui. Red fait souvent des bêtises qui mettent Blue dans le pétrin et il traite souvent Blue de « ringard », bien qu'il ait montré à l'occasion à quel point il prend soin de Blue et le valorise comme un ami, et l'aide toujours quand il le faut. Dans l'épisode spécial Figured Out il est révélé que son nom complet est Redward.
- Blue est le colocataire déprimé de Red, son meilleur (et seul) ami. Les actions de Red exaspèrent fréquemment Blue, bien qu'il soit secrètement jaloux de Red et souhaite être davantage comme lui. Ses passe-temps incluent Donjons & Dragons, les bandes dessinées et les jeux vidéo (ce qui amène Red à appeler souvent Blue un « nerd »), et il a une certaine compétence pour pirater des ordinateurs. Blue vit avec Red dans un appartement, et cherche souvent des emplois pour payer les factures et le loyer, puisque Red ne le fait jamais. Dans l'épisode Flame War, Blue rencontre une petite amie nommée Pink. Leur relation devient tendue plusieurs fois, généralement par les actions de Red, bien qu'ils restent ensemble pour le reste de la série. Dans l'épisode Figured out il est révélé que son nom complet est Blewis.
- Lord Tourettes est un garçon lunatique et efféminé avec le syndrome de Gilles de La Tourette, d'où son nom. C'est un personnage récurrent dans la série qui a fait sa première apparition dans l'épisode Role Playas. Il a constamment des explosions de rage profane dans ses phrases, dont il ne semble pas se soucier. Dans l'épisode Lord Tourette's Syndrome, il est révélé qu'il jure sans arrêt du fait qu'il porte un chapeau.
- Pink est la petite amie de Blue. C'est un personnage récurrent qui a fait sa première apparition dans l'épisode Flame War où elle et Blue commencent une relation amoureuse. Pink semble prendre la relation très au sérieux, tout comme Blue. Elle a un travail mais pas beaucoup de temps libre. Elle a constamment des problèmes avec Blue, dont l'origine est principalement Red ruinant leurs rendez-vous ensemble. Pink rompt avec lui plusieurs fois à cause de cela. Pink est aussi facilement bernée par les tentatives de Blue d'étaler sa culture (comme passer du japonais au français, et dire que chow mein veut dire spaghettis en chinois). Ils n'ont pas partagé leur premier baiser avant la fin du film, avant de confesser leur amour. Plus tard, ils veulent se marier et avoir des enfants. Dans l'épisode A Hobbit of Thrones, il est révélé que Pink est la meilleure amie de Stacy et que leur relation est similaire à celle de Red et Blue.
- Stacy est la petite amie de Red. C'est un personnage récurrent qui a fait sa première apparition dans Trouble Date. Stacy est une femme paresseuse et libertine qui a des relations sexuelles avec de nombreux hommes différents. Red et Stacy ont commencé leur relation dans Trouble Date où ils ont dérangé Pink et Blue à leur rendez-vous et ont fini par avoir des relations sexuelles sur la table du restaurant. Par la suite, Stacy n'est plus apparue avant l'épisode Modern Flame War 3 où elle avait une coiffure différente et un emploi chez Cybertime Systems. Dans l'épisode Robot Frog, il a été révélé que Stacy était sortie avec Blue pendant deux ans avant qu'elle ne commence à sortir avec Red. Dans cet épisode, elle a été montrée comme une femme mature et saine qui a abandonné Blue parce qu'elle croyait qu'il l'empêchait d'être ce qu'elle voulait vraiment être, une fêtarde lascive, ce qui est exactement ce qu'elle est devenue. Dans l'épisode First Day of Cool, il est évoqué que sa personnalité est survenue après avoir consommé de grandes quantités de Pixy Stix étant jeune enfant.
- Dingleberry (nommé Nickelberry dans Kitty Amazing) (doublé par Ed Skudder) est le propriétaire âgé de Red et Blue qui a fait sa première apparition dans Flame War. Dingleberry était un soldat de la Seconde Guerre mondiale et a participé au débarquement de Normandie. Il est extrêmement frêle, souvent vu courbé et utilisant une canne, il est étourdi et souffre de problèmes médicaux. Il est agacé par les ébats de Red et Blue, et essaye souvent de leur faire payer le loyer (mais ils ne le font jamais). En dépit d'être vieux, il essaye de faire partie des gamins cool, car il rejoint régulièrement des raves et prend de la drogue. L'un des principaux gags de la série est que M. Dingleberry meurt dans presque tous les épisodes où il apparaît.
- Broseph (doublé par Mike Nassar) est un tyran odieux et arrogant, ennemi de Red et Blue. Broseph fait sa première apparition dans l'épisode Zombies & Shotguns où il est tronçonné à mort par Red. Semblable à M. Dingleberry, le running gag est pour Broseph de mourir dans presque tous les épisodes où il apparaît, ce qui est généralement causé par Red. Dans l'épisode First Day Of Cool, Broseph est le chef d'un gang de CM2 qui intimide Blue. Dans cet épisode, Broseph et le reste des élèves de CM2 sont attaqués et tués par Red quand ce dernier a fait ses débuts, sauvant la vie de Blue.

## Spin-off
Chick Figures est un spin-off de la série qui a été créée en juin 2015. La série parle de Lavender et Scarlet, les filles de Red et Blue (révélées dans l'épisode spécial Figured Out). Quatre épisodes ont été publiés jusqu'à présent. La série a d'abord été présentée sur Like Share Die puis sur YouTube quelques semaines plus tard[réf. nécessaire].